# Giuseppe Reggiori
Giuseppe Reggiori (Varese, 21 luglio 1964) è un direttore di coro, direttore d'orchestra e pianista italiano.

## Biografia
Si è diplomato in pianoforte presso il conservatorio "A. Boito" di Parma sotto la guida della professoressa G.Gazzotti.
Si è perfezionato con i maestri P.Guarino (Gioventù Musicale Italiana, sez. di Trento), M.L.Franco (Gioventù Musicale Italiana, sez. di Trento), L. Romanini (Liceo musicale di Varese), S. Fiorentino (Accademia Liviabella di Macerata) e Alexander Lonquich (Ass. Artis Verona).
Allo studio del pianoforte ha affiancato gli studi di composizione sotto la guida del maestro G.Manca. Ha inoltre seguito i corsi di direzione d'orchestra tenuti dai maestri F.Gallini (Civica Scuola di Musica di Milano), Gustav Khun (Pomeriggi Musicali) ed E. Simon (Filarmonica di stato di Oradea). Ha debuttato come direttore in Romania alla guida dell'Orchestra Filarmonica di Stato di Oradea (Sinfonia n°1 di Ludwig van Beethoven).
Ha frequentato presso l'Istituto Pontificio Ambrosiano di Musica Sacra di Milano i corsi di canto gregoriano (M° F.Rampi), organo (M° L.Molfino) e direzione di coro (M° G.Bredolo). Si è perfezionato in direzione di coro con 
Lone Larsen (Danimarca), Tonü Kaljuste (Estonia), Kurt Suttner e Frieder Bernius (Germania), Gary Graden (Stati Uniti) e Florian Heyerich (Belgio).
Dal 1990 è direttore del Coro Sine Nomine di Varese; dal 2001 dirige il coro Camerata Polifonica di Milano e dal 2000 Il Cor Gentile di Meda.
Le formazioni che dirige hanno conseguito diversi primi premi ai concorsi corali nazionali e internazionali (Quartiano, Tortona) e (Montreux).
Ha collaborato con il Coro e orchestra sinfonica “G. Verdi” di Milano, I Pomeriggi Musicali di Milano e la Divina Armonia.
Ha diretto e suonato per prestigiosi festival tra i quali il Festival Internazionale di Montreux, Bozen Antiqua, Musica Senensis.
Già giurato del Calendimaggio di Assisi, è regolarmente invitato a far parte di giurie in concorsi pianistici e corali.
Dal 2006 dirige l'orchestra da camera "Il Diletto Moderno", eseguendo un repertorio focalizzato sulla musica antica (con specializzazione nel periodo tardo rinascimentale e barocco), suonato con strumenti originali o copie filologiche.